# 迪恩施泰因城堡
迪恩施泰因城堡（德語：Burgruine Dürnstein）是奥地利中世纪岩石城堡的废墟。它位于下奥地利瓦豪地区迪恩施泰因多瑙河上，海拔312（1,024英尺）。

## 历史
这座城堡是在12世纪初，根据哈德马一世（d.1138）的要求建造的。他是为奥地利藩侯利奥波德三世服务的家臣，兴建在其祖先戈巴茨堡的阿佐在11世纪末从泰根塞修道院获得的庄园上。哈德马也在附近建立了茨韦特尔修道院，在俯瞰多瑙河的战略要地建造了堡垒，并通过从城墙延伸出来的防御墙与迪恩施泰因相连。
这座城堡曾经是关押英格兰国王理查一世的地点。1192年12月，理查一世从第三次十字军东征归来，在维也纳附近被奥地利公爵利奥波德五世俘虏，关押于此，次年3月被引渡给神圣罗马皇帝亨利六世。
1428年和1432年，胡斯派部队洗劫了迪恩施泰因城镇和城堡。1645年，三十年战争接近尾声时，連納爾特·托爾斯騰森领导的一支瑞典特遣队征服了迪恩施泰因。部队在撤军时，摧毁了部分城门。至1662年，城堡不再有人常住，但在1663-1664年的奥土战争中仍被列为可能的避难所。
1663年，施塔尔亨贝格的康拉德·巴尔塔萨买下了这座城堡，至今仍为其继承人所有。然而从1679年起，城堡不再适合居住而被遗弃。如今，该城堡是联合国教科文组织世界遗产瓦豪文化景观的一部分。